# Julien-Philippe de Gaulle
Pour les autres membres de la famille, voir Famille de Gaulle.
Julien-Philippe de Gaulle,  né le 8 septembre 1801 à Paris (ou 26 décembre 1801) et mort le 13 août 1883 à Paris, est un historien français.

## Biographie
Après avoir peut-être suivi les cours de l'École des chartes, il effectue des recherches dans les archives du nord de la France et enseigne l'histoire. On lui doit une Notice sur les œuvres de Monsieur Bidault, paysagiste, une édition de la Vie de Saint-Louis de Lenain de Tillemont et, de 1839 à 1841, une Histoire de Paris et des environs, avec une préface de Charles Nodier. Ce dernier ouvrage est d'inspiration monarchiste et chrétienne, contre la publication de Dulaure, à la gloire de la République.
Il publie également une cinquantaine de romans, dont Adhémar de Belcastel (le plus célèbre), Histoire des sanctuaires de Saint-Joseph, Fastes et légendes du Saint-Sacrement, Histoire des sanctuaires de la mère de Dieu, etc.
Il épouse le 8 septembre 1835 Joséphine Maillot (Lille 1806 - Paris 1886) et est le père de Charles (1837-1880), Henri (1848-1932) et Jules (1850-1922). Il est le grand-père du général de Gaulle.